# Springtime in Nagasaki
Springtime in Nagasaki is een studioalbum van Tangerine Dream. Het is het eerste album in de Atomic-seasons-serie. Het album is opgenomen in de Eastgate geluidsstudio in Wenen. Tangerine Dream werd door een Japanse zakenman in de gelegenheid gesteld een aantal albums op te nemen met als thema het leven na het gebruik van Little Boy en Fat Man ter vernietiging van Hirsohima respectievelijk Nagasaki. 

## Musici
- Edgar Froese, Thorsten Quaeschning – synthesizers, elektronica

## Muziek
| Nr. | Titel                          | Duur  |
| --- | ------------------------------ | ----- |
| 1.  | Navel of light (part 1)        | 8:02  |
| 2.  | Navel of light (part 2)        | 14:44 |
| 3.  | Navel of light (part 3)        | 7:42  |
| 4.  | Persistence of memory (part 1) | 6:32  |
| 5.  | Persistence of memory (part 2) | 13:11 |
| 6.  | Persistence of memory (part 3) | 3:50  |

Het levensverhaal van meneer H.T. 

CD1= Springtime in Nagasaki ·
CD2= Summer in Nagasaki ·
CD3= Autumn in Hiroshima ·
CD4= Winter in Hiroshima ·
CD5= The endless season